# Ognisko (optyka)

Ognisko rzeczywiste dla soczewki skupiającej.

Ognisko pozorne dla soczewki rozpraszającej.

Ognisko (fokus, łac. focus) – punkt przecięcia promieni świetlnych, początkowo równoległych do osi optycznej, po przejściu przez układ optyczny skupiający lub punkt, w którym przecinają się przedłużenia tych promieni po przejściu przez rozpraszający układ optyczny. W pierwszym wypadku mówi się o ognisku rzeczywistym, a w drugim – o ognisku pozornym.
W przypadku soczewek wyróżnia się dwa rodzaje ognisk leżących po przeciwnych stronach soczewki: ognisko pierwsze, inaczej przedmiotowe, oraz ognisko drugie, czyli obrazowe. Rozróżnienie to jest ściśle techniczne, ze względu na umiejscowienie soczewki w układzie optycznym, ponieważ oba ogniska położone są symetrycznie względem soczewki. Dla soczewek skupiających ognisko drugie znajduje się po przeciwnej stronie soczewki niż źródło światła, a dla rozpraszających ognisko drugie znajduje się po tej samej stronie co źródło światła.
W przypadku zwierciadeł istnieje tylko jedno ognisko. Może ono leżeć przed zwierciadłem (zwierciadło wklęsłe) lub za zwierciadłem (pozorne ognisko w zwierciadle wypukłym).
Z definicji ogniska wynika, że umieszczenie źródła światła w ognisku powoduje, że wiązka światła, po odbiciu od zwierciadła lub przejściu przez soczewkę, będzie równoległa do osi optycznej. Zjawisko to wykorzystuje się przy konstrukcji lamp, reflektorów, kolimatorów. 
Ognisko jest punktem w optyce geometrycznej dla nieskończenie cienkich soczewek i dla promieni przyosiowych. W praktyce, ze względu na kształt elementów optycznych, wiązka promieni równoległych do osi optycznej nie zostaje skupiona dokładnie w jednym punkcie. Przyczyną tego są aberracje optyczne. Ponadto falowa natura światła jest powodem tego, że nawet układy wolne od aberracji nie tworzą obrazu ściśle punktowego.